# Георгиевск
Гео́ргиевск — город, административный центр Георгиевского района (городского округа) Ставропольского края Российской Федерации. Город краевого значения.
Входит в состав эколого-курортного региона Кавказские Минеральные Воды. День города: третье воскресенье сентября.

## География
Расположен в Предкавказье на предгорном плато, на территории Кавказских Минеральных Вод, на реке Подкумок (приток Кумы).
Станция Георгиевск — железнодорожный узел пересечения путей на Минеральные Воды, Прохладный, Владикавказ, Будённовск, Незлобную.
Находится в 210 км к юго-востоку от краевого центра города Ставрополя и в 34 км к северо-востоку от центра СКФО города Пятигорска.

## История
Крепость, истоки
20 мая 1777 года издан приказ Екатерины II о наименовании крепости Святого Георгия. В сентябре 1777 года на месте современного Георгиевска была заложена крепость № 4 Азово-Моздокской оборонительной линии, получившая имя Святого Георгия Победоносца.
В августе—сентябре 1779 года крепость была осаждена кабардинцами, 29 сентября 1779 года русские войска под командованием генерал-майора Фабрициана окружили и разгромили кабардинцев. Кабардинцы потеряли не менее 500 человек убитыми.
Крепость известна тем, что в 1783 году здесь был заключён Георгиевский трактат между Россией и Грузией, по которому царь Ираклий II признавал добровольное вхождение Восточной Грузии под покровительство России.
В 1786 году крепость святого Георгия была преобразована в уездный город Георгиевск Кавказского наместничества.

Историко-краеведческий очерк «Георгиевск». М. А. Якунин, М. И. Федькин. Ставропольское книжное издательство, 1977 год.
… Что представляла собой Георгиевская крепость? Она походила на неправильный пятиугольник. Две стороны его с северо-востока, востока и юго-востока ограждали крутые берега Подкумка. Река в то время была шумной и многоводной, протекала она среди вековых дубовых и карагачевых лесов, в которых водились дикие звери и птицы. В районе крепости река имела лишь один труднопроходимый брод, представляя естественную границу крепости. Три остальные стороны крепости были обнесены рвами и насыпным валом. Земляной вал начинался от нынешнего переулка Южного, выходил на современную улицу Делегатскую до пересечения её с Комсомольской. Затем вал шёл на улицу Пушкина между Арсенальской и Пролетарской и параллельно им выходил к обрыву в районе улицы Грибоедова. Отсюда вал поворачивал на север до обрыва около переулка Островского. Через ров и земляной вал существовали выезды за территорию крепости.
На крутом обрыве, у теперешней улицы Докучаева, строились солдатские казармы и дома для офицеров. В районе переулка Солдатского были расположены конюшни. На территории старого консервного завода находились пороховые погреба. У крепостных стен стояли орудия. В 1799 году в Георгиевске имелось 24 пушки, 10 мортир и 4 гаубицы.
В центре крепости находилась Никольская площадь, на которой в 1780 году была построена церковь. Площадь со всех сторон окружали постройки, а затем шли плацдармы — места для сбора и построения войск. Селиться здесь запрещалось; селились за крепостью, в её предместьях, называвшихся слободками. Внутри крепости, в районе, ограниченном ныне улицами Красноармейской, Лермонтова, Комсомольской и Октябрьской, стояла гауптвахта. На месте, где сейчас расположена контора Межрайгаза, находился дом коменданта крепости, а затем резиденция наместника Кавказа.
Одновременно со строительством крепостей Кавказской линии возникали казачьи станицы. Возле Георгиевской крепости, в двух верстах от впадения в Куму Подкумка, на его левом берегу тоже возникла казачья станица. Казаки се отбывали различные наряды по городу: держали караул у тюрьмы и гауптвахты, выполняли обязанности посыльных, ординарцев, конвойных. Но главная их задача состояла в защите границы.
Большая часть станицы позже, в 1824—1825 гг., переселилась на горячие источники и образовали Горячеводскую станицу. Меньшая часть жителей в 1829 году перешла на правый берег Подкумка выше по течению от прежнего поселения и образовала станицу Новогеоргиевскую, или Чурековскую (ныне Георгиевскую), по имени стоявшего там хутора купца А. Чурекова, тоже переселившегося в Горячеводскую. Георгиевские казаки входили в состав Волгского полка Терского войска. Они принимали участие во многих боевых походах, не раз защищали от набегов и свою станицу и Георгиевскую крепость.

Город, XIX век
Начало XIX в. — расцвет города. Георгиевск, старый купеческий город, — в прошлом место проведения на Северном Кавказе крупнейших ярмарок.
С XIX века — центр шёлковой промышленности; в эти времена также открылись: лечебная управа, приходское и уездные училища.
15/27.11.1802 года по указу Александра I на Северном Кавказе от устья реки Лабы до Каспийского моря вновь образована (отделена от Астраханской губернии) Кавказская губерния с центром в губернском городе Георгиевске. За то время, что Георгиевск был центром Кавказской губернии (с 1802 по 1822 год), возросла его роль как административного и военного центра. Окрестные сёла, превосходившие губернский город по населению, попадали лишь под административное влияние, и частично экономическое, в остальном, оставаясь автономными поселениями. Экономика села находилась на полном самообеспечении.
В 1802 году в Георгиевске была открыта Кавказская губернская почтовая контора (в октябре 1824 года перемещена в Ставрополь). В 1804 году был учреждён Кавказский почтовый тракт: Старочеркасск, Ставрополь, Георгиевск вместо прежнего пути от Астрахани на Георгиевск. Позже в 1806 году был заключён контракт с Ильёй Волковым на почтовую «гоньбу»: на 16 почтовых станциях по тракту должно было находиться по 16 лошадей, а на Георгиевской — 24. Из Георгиевска шло почтовое сообщение с Константиногорском и возникшей у крепости Слободкой.
В 1806 году специальным постановлением Кавказского губернского правления «О принятии мер по пресечению эпидемии холеры» предписывалось всех выезжающих из Георгиевска в Константиногорское и Кисловодское укрепления выдерживать в карантине 6 дней, и чтобы каждый из них имел от врачебной управы свидетельство о их здоровье.
6 сентября 1824 года генерал от инфантерии Ермолов пишет рапорт Александру I о необходимости перевода всех областных присутственных мест из Георгиевска в Ставрополь.
2 октября 1824 года Указом Александра I все областные присутственные места переводятся в Ставрополь. Георгиевск вновь становится уездным городом (Георгиевский уезд) и постепенно теряет прежнюю значимость.
В 1825 году проложен почтовый тракт из Георгиевска на Горячие Воды. Он проходил по левому берегу реки Подкумок вдоль южного ската Горячей горы через Кабардинскую слободку западнее горько-солёных озёр на Константиновском плато, что облегчило и сократило прежний путь кругом Машука.
В 1825—1831 годах после нескольких крупных набегов горцев правительство приняло ряд мер по укреплению южных границ. Были основаны десятки станиц в предгорьях, в том числе и станица Георгиевская напротив Георгиевска в 1829 году. В казачье сословие были переведены и стали станицами Александрийская, Подгорная, Незлобная. Позже, в 1848 году, между Георгиевском и Пятигорском была основана станица Лысогорская. Отмена крепостного права по-своему сказалась на сельской местности Предкавказья. В окрестностях Георгиевска не было ни одного помещичьего владения, все сёла представляли общины государственных крестьян.
В именном указе Николая I Главноуправляющему в Грузии в связи с утверждением «Учреждения для управления Кавказской области» отмечалась необходимость образования при минеральных водах вместо Георгиевска, имевшего неудобное положение и «нездоровый климат», нового окружного города. Сенатским указом от 14 мая 1830 года центр округа был перенесён из Георгиевска в Пятигорск, Георгиевский округ переименован в Пятигорский. С 1830 года — заштатный город (но всё также является транспортным узлом — «воротами» Кавминвод).
16-18 октября 1837 Николай I инспектировал территорию нынешнего Ставрополья. Путь его лежал через города Пятигорск и Георгиевск, станицу Александрийскую, села Сухая Падина, Александровское, Калиновское, Сергиевское, хутор Базовый, село Старомарьевское, город Ставрополь, села Верхнерусское, Московское, Донское, Безопасное, Преградное и Медвеженское. В Георгиевске император инспектировал арсенал и госпиталь. Состоялась его встреча с представителями закубанских племен. Программа кавказской политики стала осуществляться уже в ходе ставропольского визита.
В 1868 году от Ставропольской губернии к Терской области отчислен заштатный город Георгиевск.
Строительство и открытие в 1875 году Владикавказской железной дороги обусловили начало экономического подъёма. Железная дорога прошла по юго-западной части современного Георгиевского района. В станице Незлобная была создана одна из крупнейших на Северном Кавказе железнодорожных станций, служившая перевалочной базой для всей Кумской долины. Её грузооборот в конце XIX века был самым большим на Владикавказской железной дороге. На рубеже веков территория нынешнего Георгиевского района представляла собой плотнонаселённые долины Кумы и Подкумка (8 сёл и станиц) и полное отсутствие постоянного населения на остальной территории.
Георгиевск — «ворота» Кавказских Минеральных Вод
В Георгиевске останавливались: А. С. Пушкин в 1820 и 1829 годах, Л. Н. Толстой, М. Горький, князь П. И. Багратион. Генералы Н. Н. Раевский и А. П. Ермолов долго жили в городе.
В Георгиевске неоднократно бывал М. Лермонтов. В детстве, в 1820 и 1825 гг., он вместе с бабушкой, Е. А. Арсеньевой, останавливался здесь по пути в поместье Шелкозаводское, принадлежащее Е. А. Хастатовой (сестре бабушки Лермонтова), и на Горячие Воды, где была её усадьба. Рассказы Хастатовой о быте и нравах горцев, о войне на Кавказе отразились в ранних поэмах Лермонтова. Хастатова похоронена в Георгиевске. Во второй четверти XIX века город Георгиевск потерял неофициальный статус «ворот Кавминвод». Были проложены почтовые дороги в обход города.

Приехав в Георгиевскую крепость, М. Ю. Лермонтов изменил первоначальное решение ехать в Темир-Хан-Шуру. Случайный дорожный спутник его, ремонтёр Борисоглебского уланского полка П. И. Магденко передаёт о своей встрече с поэтом следующие подробности: «Солнце уже закатилось, когда я приехал в крепость Георгиевскую. Смотритель сказал мне, что ночью ехать дальше не совсем безопасно. Я решился остаться ночевать и в ожидании самовара пошёл прогуляться. Вернувшись в гостиницу, принялся пить чай, как в комнату вошли Лермонтов и Столыпин. Они поздоровались со мною, как со старым знакомым, и приняли приглашение выпить чаю. Вошедший смотритель на приказание Лермонтова запрягать лошадей отвечал предостережением в опасности ночного путешествия. Лермонтов ответил, что он старый кавказец, бывал в экспедициях и его не запугаешь.
Решение продолжать путь не изменилось и от смотрительского рассказа, что позавчера в семи верстах от крепости зарезан был черкесами проезжий унтер-офицер. Я с своей стороны тоже стал уговаривать лучше подождать завтрашнего дня, утверждая что-то вроде того, что лучше же приберечь храбрость на время какой-либо экспедиции, чем рисковать жизнью в борьбе с ночными разбойниками. К тому же разразился страшный дождь, и он-то, кажется, сильнее доводов наших подействовал на Лермонтова, который решился-таки заночевать. Принесли что у кого было съестного, явилось на стол кахетинское вино, и мы разговорились… На другое утро Лермонтов, входя в комнату, в которой я со Столыпиным сидели уже за самоваром, обратись к последнему, сказал: „Послушай, Столыпин, а ведь теперь в Пятигорске хорошо, там Вёрзилины- (он назвал ещё несколько имён); поедем в Пятигорск“. Столыпин отвечал, что это невозможно. „Почему?“ — быстро спросил Лермонтов, -там комендант старый Ильяшенко, и являться к нему нечего, ничто нам не мешает. Решайся, Столыпин, едем в Пятигорск». С этими словами Лермонтов вышел из комнаты. На дворе лил проливной дождь. Столыпин сидел, задумавшись. «Ну, что, — спросил я его, — решаетесь, капитан?».
«Помилуйте, как нам ехать в Пятигорск, ведь мне поручено везти его в отряд. Вот наша подорожная, а там инструкция. Посмотрите».
Я посмотрел на подорожную, которая лежала раскрытою, а развернув сложенную инструкцию проверил и сказал, что сожалею.
Дверь отворилась, быстро вошёл Лермонтов, сел к столу, и обратясь к Столыпину, произнёс повелительным тоном: «Столыпин, едем в Пятигорск!». С этими словами вынул из кармана кошелёк с деньгами взял из него монету и сказал: «Вот, послушай, бросаю полтинник, если упадёт кверху орлом — едем в отряд; если решёткой — едем в Пятигорск. Согласен?»
Столыпин молча кивнул головой. Полтинник был брошен, и к нашим ногам упал решёткою вверх. Лермонтов вскочил и радостно закричал: «В Пятигорск, в Пятигорск! Позвать людей, нам уже запрягли… Лошади были поданы». Под проливным дождём 13 мая прибыли в Пятигорск и остановились на бульваре в гостинице Найтаки. М. Ю. Лермонтов вместе со Столыпиным явился к коменданту Ильяшенко и подал рапорт о том, чтобы ему было разрешено остаться в Пятигорске для лечения. Совершенно неожиданно Лермонтову было дано предписание коменданта «отправиться или в отряд, или в Георгиевский госпиталь».
Оказывается, пятигорский комендант не получил разрешения своего начальства оставить Лермонтова на водах. Но ехать в полк Лермонтову не хотелось и 18 июня он подаёт пятигорскому коменданту новый рапорт, в котором сообщает, что «уже начал пользоваться минеральными водами и принял 23 серных ванны» и что «прервав курс, подвергаюсь совершенному расстройству здоровья и не только не излечусь от своей болезни, но могу получить новые, для удостоверения о чём имею честь приложить свидетельство меня пользующего медика. Осмеливаюсь при этом покорнейше просить исходатайствовать мне у г. начальника штаба позволение остаться, здесь до совершенного излечения и окончания курса вод». Вслед за этим Лермонтов пишет непосредственно командующему войсками на Кавказской линии Генералу Граббе рапорт с просьбой о продлении срока, пребывания на Минеральных водах. 23 мая Лермонтову был представлен стодневный отпуск для лечения водами.
В Георгиевском краеведческом музее хранятся картины самодеятельного художника Л. И. Архиповой «Лермонтов в Георгиевске». Молодой офицер с усиками, тёмные, печальные и умные глаза загораются озорным блеском. Он берёт в руки монету и говорит сидящему напротив офицеру Магденко: «Если выйдет „Решка“, едем в Пятигорск!» Вышла злосчастная «решка». Жребий, брошенный в Георгиевске, стал подлинно роковым: 27 июля поэт — гордость России, был злодейски убит на дуэли Н. С. Мартыновым.

В 1868 году Георгиевск вошёл в Терскую область. Со строительством в станице Незлобной станции на Владикавказской железной дороге начался новый этап. В конце XIX века расцвет Георгиевских ярмарок — крупнейших на Северном Кавказе (скот, хлеб).
В 1894 году возникают первые кустарные кузнецкие мастерские, положившие начало Георгиевскому Арматурному заводу. 11 октября 1900 года открыта маслобойня. Также в 1900 году открыты мясобойня и др.
В годы Гражданской войны Георгиевск несколько раз переходил под контроль белых и красных. В 1918 году входил в состав Северо-Кавказской советской республики, в январе 1919 года город был взят белой армией полковника Шатилова. В марте 1920 года в городе окончательно установлена советская власть.
13 апреля 1921 год учреждается Терская губерния с центром в Георгиевске, с сентября её центром становится Пятигорск.
В 1920-х Георгиевск становится крупным промышленным и торговым центром Предкавказья. Построены кирпичный, консервный, винодельный заводы, техникум сельского хозяйства.
Во время Великой Отечественной войны город был оккупирован немецкими войсками 9 августа 1942 года. 10 января 1943 года 223-я стрелковая дивизия под командованием генерал-майора Зюванова освободила город Георгиевск.
После войны в городе находился лагерь № 147 для немецких военнопленных. Военнопленные возвели железнодорожный мост через реку Подкумок. Строительство закончено в 1949 году.
3 декабря 1960 года Георгиевск получил статус города краевого подчинения. В 1960—1970 годы Георгиевск становится одним из крупнейших центров машиностроения в крае. 23 января 1984 года в память 200-летия подписания Георгиевского трактата город был награждён орденом Дружбы народов.
Георгиевск сегодня
В Георгиевске прямоугольная планировка сохранилась от крепости. Старый центр располагался у реки Подкумок, в районе Никольской церкви (1777—1780, старейшая в крае православная церковь, памятник деревянной архитектуры XVIII века). Современный центр сложился в начале XX века вокруг торговой площади.
К северу от центра строят первые промышленные предприятия. В 1920—1930 годах застраивается привокзальный район. К 1950-м годам относится комплекс 2—3-этажных домов в стиле неоклассицизма. В 1970—1990 годах застраивается юго-западная часть города. Ныне основная часть Георгиевска — частный сектор; многоэтажные дома расположены в центре (5-12 этажей), а также в юго-западной части города: микрорайон «Берёзка» (5-10 этажей), 347, 348 кварталы. В городе три промзоны (крупнейшая «Северная» — вдоль дороги на станицу Подгорная).
13 декабря 2001 года Правительство Ставропольского края постановило «Передать Краснокумский сельсовет из подчинения администрации г. Георгиевска в состав Георгиевского района».
1 июня 2017 года городской округ город Георгиевск и муниципальные образования Георгиевского района были объединены в Георгиевский городской округ. На уровне территориального устройства с 7 декабря 2017 года Георгиевск был включён в состав Георгиевского района, статус города краевого значения при этом был сохранён.
В 2018 году Георгиевск стал одним из победителей во «Всероссийском конкурсе лучших проектов создания комфортной городской среды в малых городах и исторических поселениях» в категории от 50 до 100 тысяч человек.

## Символика
Герб 1970 года
Первый герб Георгиевска был утверждён 10 марта 1970 года исполнительным комитетом совета народных депутатов Георгиевска совместно с архитектурно-художественным советом города и выглядел следующим образом: «Щит пересечён узким пониженным золотым поясом. Верхнее поле червлёное, нижнее зелёное. Поверх всего золотой стилизованный колос, окружённый золотой же шестернёй, сопровождаемый вверху цифрами 1777 над стилизованной сторожевой башней, всё золото». Автором герба стал Михаил Иванович Чепрунов
Изображение сторожевой крепостной башни указывало на историческое прошлое города Георгиевска, образованного на месте одной из крепостей Азово-Моздокской укреплённой линии. Композиция из колоса и шестерни символизировала «единство рабочего класса и крестьянства», отражавшее промышленную специфику города и сельскохозяйственную направленность подчинённого ему района. Красный цвет верхней половины щита напоминал о событиях Гражданской и Великой Отечественной войн, зелёный цвет нижней половины олицетворял «цвет мирных ставропольских полей».
Герб и флаг 1998 года
15 июля 1998 года городской совет утвердил новый герб: «Щит пересечён. В верхней его части на красном фоне изображение Святого Георгия Победоносца. В нижней части щита на бирюзовом фоне крепостная башня с открытыми воротами на холме. На башне написан год основания Георгиевской крепости. Щит имеет золотую кайму». Проект герба исполнил Евгений Евгеньевич Заря.
Каноническое изображение духовного покровителя Георгиевска — Святого Георгия Победоносца, символизировавшее название города, сообщало гербу гласность. Изображение башни на холме (возвышении) представляло собой символ города как рубежа Ставропольского края с республиками Кавказа, роднившим Георгиевск со столицей Ставропольского края, так как в течение 20 лет город Георгиевск являлся губернским городом.
Вместе с гербом был разработан флаг (автор проекта В. В. Дмитриев), также утверждённый 15 июля 1998 года: «Флаг города Георгиевска представляет собой двухстороннее прямоугольное полотнище голубого цвета с изображением на нём белого креста прямой формы. Отношение ширины флага к его длине 2:3. Пропорции размеров сторон креста к размеру полотнища по вертикали 3:2:3, по горизонтали 5:2:5. В центре креста цветное или монохромное, в золотом цвете, изображение герба города Георгиевска».
Современные герб и флаг
26 июня 2009 года № 300-29 решением Думы города Георгиевска Ставропольского края утверждены герб и флаг городского округа города Георгиевска. В настоящее время данная символика используется Георгиевским городским округом. Ожидается, что до конца 2018 года муниципальным образованием будет проведена работа по перерегистрации принятой ранее официальной символики. Кроме того, обсуждается вопрос о разработке новых символов округа.
Геральдическое описание Георгиевского городского округа гласит: «В пурпурном щите в проёме арки ворот золотой крепостной, стенозубчатой в кладку башни о пяти зубцах и с двумя бойницами, Святой Великомученик Георгий Победоносец в серебряном одеянии, в червлёном плаще, с золотыми нимбом и диадемой в коричневых волосах на серебряном коне с червлёной сбруей, золотым копьём, попирающий серебряного дракона».
Флаг Георгиевского городского округа представляет собой пурпурное полотнище с соотношением сторон 2:3, полностью повторяющее геральдическую композицию герба округа.
Герб и флаг муниципального образования внесены в Государственный геральдический регистр Российской Федерации с присвоением регистрационных номеров 5058 и 5059 соответственно.

## Население
| 1802    | 1856    | 1897    | 1914    | 1916    | 1923    | 1925    | 1926    | 1931    | 1939    | 1959    | 1967    | 1970    |
| ------- | ------- | ------- | ------- | ------- | ------- | ------- | ------- | ------- | ------- | ------- | ------- | ------- |
| 4705    | ↗5600   | ↗12 115 | ↗25 596 | ↗26 000 | ↘21 774 | →21 774 | ↗22 600 | ↘21 712 | ↗31 578 | ↗35 135 | ↗41 000 | ↗44 243 |
| 1976    | 1979    | 1982    | 1986    | 1987    | 1989    | 1990    | 1991    | 1992    | 1993    | 1994    | 1995    | 1996    |
| ↗50 000 | ↗53 635 | ↗57 000 | ↗61 000 | ↗62 000 | ↗62 926 | ↘62 809 | ↗63 786 | ↗65 063 | ↗66 140 | ↗67 317 | ↗68 594 | ↗69 365 |
| 1997    | 1998    | 1999    | 2000    | 2001    | 2002    | 2003    | 2004    | 2005    | 2006    | 2007    | 2008    | 2009    |
| ↗69 742 | ↗70 140 | ↗70 604 | ↘70 587 | ↘70 266 | ↗70 575 | ↘70 495 | ↘70 171 | ↘69 533 | ↘69 379 | ↘69 351 | ↘69 202 | ↘68 891 |
| 2010    | 2011    | 2012    | 2013    | 2014    | 2015    | 2016    | 2017    | 2018    | 2019    | 2020    | 2021    | 2023    |
| ↗72 153 | ↘72 143 | ↘71 583 | ↘70 645 | ↗71 017 | ↘70 803 | ↘69 944 | ↘69 030 | ↘67 714 | ↘67 054 | ↘66 436 | ↘63 221 | ↘62 036 |
| 2024    | 2025    |         |         |         |         |         |         |         |         |         |         |         |
| ↘61 543 | ↘61 046 |         |         |         |         |         |         |         |         |         |         |         |

На 1 января 2025 года по численности населения город находился на 261-м месте из 1124 городов Российской Федерации.
Гендерный состав
По итогам переписи населения 2010 года проживали 32 834 мужчины (45,51 %) и 39 319 женщин (54,49 %).
Национальный состав
По итогам переписи населения 2010 года проживали следующие национальности (национальности менее 1 %, см. в сноске к строке «Другие»):
| Национальность | Численность | Процент |
| -------------- | ----------- | ------- |
| Русские        | 58 613      | 81,23   |
| Армяне         | 8312        | 11,52   |
| Украинцы       | 748         | 1,04    |
| Азербайджанцы  | 744         | 1,03    |
| Другие         | 3736        | 5,18    |
| Итого          | 72 153      | 100,00  |

По итогам переписи населения 2020 года проживали следующие национальности (национальности менее 1 % и другое, см. в сноске к строке «Другие»):
| Национальность | Численность, чел. | Доля     |
| -------------- | ----------------- | -------- |
| Русские        | 50 070            | 79,20 %  |
| Армяне         | 7725              | 12,22 %  |
| Цыгане         | 976               | 1,54 %   |
| Азербайджанцы  | 671               | 1,06 %   |
| Другие         | 3779              | 5,98 %   |
| Итого          | 63 221            | 100,00 % |

## Инфраструктура
- Склад № 7 Краевого медицинского центра мобрезервов «Резерв»
- Исправительный центр (ранее воспитательная колония для несовершеннолетних осуждённых мужского пола)

## Образование
Детские сады
- Детский сад № 4 «Берегея». Открыт 1 июля 1998 года[74]
- Детский сад № 13 «Теремок». Открыт 1 января 1965 года[75].
- Детский сад № 29 «Умка»
- Детский сад № 30 имени 8 Марта. Открыт 17 марта 1925 года как детский сад № 1 им. 8 Марта[18]
- Детский сад № 31 «Капелька»
- Детский сад № 32 «Карамелька»
- Детский сад № 33 «Семицветик»
- Детский сад № 34 «Планета детства»
- Детский сад № 35 «Улыбка»
- Детский сад № 36 «Лукоморье»
- Детский сад № 37 «Непоседы»
- Детский сад № 38 «Родник»
- Детский сад № 39 «Золотая рыбка»
- Детский сад № 40 «Сказочная страна»
- Детский сад № 41 «Золотой ключик»
- Детский сад № 42 «Аленький цветочек»
- Детский сад № 43 «Ласточка»
- Детский сад № 44 «Радость»
- Детский сад № 45 «Красная шапочка»
- Детский сад № 46 «Светлана». Открыт 21 августа 1997 года[6]
- Детский сад № 47 «Мечта»

Школы
- Средняя общеобразовательная школа № 1 имени Александра Кирилловича Просоедова. Основана в 1912 году как мужская гимназия[76]
- Гимназия № 2. Открыта 19 октября 1937 года средняя школа № 2[76]. Вошла в ТОП 500 рейтинга общеобразовательных организаций по версии Министерства образования и науки России[77].
- Средняя общеобразовательная школа № 3. Основана в 1893 году, как женское реальное училище, позднее гимназия.
- Лицей № 4. Открыт 1 сентября 1965 года как средняя школа № 4[78]
- Средняя общеобразовательная школа № 5 имени Героя Советского Союза Олега Васильевича Гудкова. Открыта 23 ноября 1937 года[6]
- Средняя общеобразовательная школа № 6
- Средняя общеобразовательная школа № 7
- Средняя общеобразовательная школа № 9
- Средняя общеобразовательная школа № 29. Начала работу 13 января 1996 года[79]
- Вечерняя (сменная) общеобразовательная школа № 10. Открыта 1 декабря 1945 года как школа рабочей молодёжи[18]
- Специальная (коррекционная) общеобразовательная школа-интернат № 29 IV вида. Открыта 4 декабря 1966 года как школа-интернат для слабовидящих детей[80]

Среднее специальное образование
- Профессиональный (агротехнический) лицей № 37. Открыт 2 октября 1941 года[79]
- Георгиевский колледж. Открыт 5 октября 1976 года как Георгиевский индустриально-педагогический техникум[81]
- Георгиевский политехнический техникум
- Региональный колледж «Интеграл». Открыт 1 сентября 1975 года как межшкольный учебно-производственный комбинат трудового обучения и профориентации учащихся[78]
- Технологический техникум
- Техникум механизации, автоматизации и управления. Открыт 18 декабря 1930 года как техникум механизации сельского хозяйства[18]

Дополнительное образование
- Детская музыкальная школа. Открыта в 1958 году
- Детская художественная школа. Открыта 19 августа 1971 года[79] (по другим данным 1 декабря 1971 года[80]
- Детско-юношеская спортивная школа
- Дом детского творчества
- Детская школа искусств. Открыта 31 августа 2001 года[79]

Другие
- Социально-реабилитационный центр для несовершеннолетних «Аист»
- Центр психолого-педагогической реабилитации и коррекции «ЛИРА»
- Местное отделение ДОСААФ России города Георгиевска Ставропольского края
- Детский дом (смешанный) № 30. Открыт в 1933 году. В 1937 году детскому дому был отведен участок земли для подсобного хозяйства в окрестностях города на Воровской балке. В августе 1942 года детей эвакуировали в Туркменскую ССР[82].

## Культура
- Городской Дворец культуры. Открыт 1 декабря 1977 года как Дворец культуры АРЗИЛ (арматурный завод им. Ленина)[6]
- Георгиевский городской Дом культуры. Открыт 30 ноября 1958 года[83].
- Драматический театр при Доме культуры. Открыт 27 марта 1961 года[79]
- Георгиевский историко-краеведческий музей. Народный краеведческий музей открыт 7 ноября 1967 году В 1980 году на базе музея был открыт филиал Ставропольского государственного объединённого краеведческого музея им. Г. К. Праве. С 1998 года — муниципальный музей. В настоящее время является государственным бюджетным учреждением культуры Ставропольского края. Современная экспозиция музея создана в 2010 году[84][85]
- Центральная городская библиотека им. А. С. Пушкина. Открыта 28 октября 1902 года как Георгиевская публичная библиотека[76]
- Центральная детская библиотека им. Аркадия Гайдара (имя присвоено 19 декабря 1962 года[86])
- Городская детская библиотека № 5 им. С. В. Михалкова. Открыта 12 мая 1983 года[87]
- Городской Парк культуры и отдыха
- Парк «Дружбы». Создан в 2018 году в рамках проекта благоустройства городской среды
- Кинотеатр «Берёзка». Открыт 15 октября 1977 года[76]
- 4 городские русскоязычные и одна армянская газеты. Старейшая — «Георгиевские известия» (до 1 января 1992 года «Ленинская правда»[88]) с подписным тиражом более 11 тысяч экземпляров.
- Хор патриотической песни «Ветеран». Образован 24 ноября 1986 года[89]

## Экономика
- Арматурный завод. Запущен 16 августа 1908 года как чугунолитейные механические мастерские[90].
- Завод «Специнструмент», лауреат конкурса «100 лучших товаров России».
- Хлебокомбинат «Георгиевский». Открыт 7 февраля 1972 года как хлебный завод.[91]
- Предприятие «Металлист». Образовано 15 июля 1916 года как Георгиевский гвоздильный завод[79].
- Фабрики: швейная, меховые;
- Предприятия пищевой промышленности: пивзавод, АО «Хайнц-Георгиевск А/О» («Хайнц-АПКГ-Лтд», детское питание Heinz), филиал Невинномысского маслоэкстракционного завода (открыт 11 октября 1900 года как маслобойное производство[18]), производственная площадка АО «Макфа» (открыта 11 октября 1910 года как мельница[18]).
- Мясокомбинат. Упоминается в 1947 году[92].
- Птицекомбинат. Упоминается в 1947 году[92].
- Георгиевский консервный завод.
- Единственный в СКФО рыбоперерабатывающий завод «Моё море».
- Фабрика по производству муки и макаронных изделий «Гео-Простор».
- Предприятие «Зерно». Открыто 9 октября 1932 года[76].
- Винзавод «Георгиевский». Открыт 15 августа 1931 года как Георгиевский винзавод[79].
- Предприятие «Бригантина» (бывший Георгиевский молочный завод, основан 15 марта 1926 года[79]).
- Производственно-строительный кооператив «Георгиевскдорстрой» (ПСК «Георгиевскдорстрой», строительство автомобильных дорог, железных дорог и взлётно-посадочных полос аэродромов) и др.
- Три благоустроенных крытых рынка: «Содружество», «Георгиевский», «Гербера».
- Гостиницы: «Юбилейная», «Корона», «Усадьба».
- Торговые центры: «ЦУМ», «ГУМ», «Георгиевск Молл», «Россия», «Семейный гипермаркет Магнит», «Вершина».

## Транспорт
В Георгиевск можно попасть и выбраться с пяти сторон пассажирским автотранспортом из Пятигорска, Минеральных Вод, Новопавловска и Прохладного, Будённовска и Зеленокумска, а также со стороны районных посёлков: Шаумянского и др., и с трёх сторон железнодорожным транспортом из Минеральных Вод, Будённовска, Новопавловска и Прохладного. Ближайший аэропорт находится в 27 км в г. Минеральные Воды. Ближайший речной порт в Ростове-на-Дону.
Город расположен на автодороге P263 — Георгиевск — Будённовск — Каспийский (и/или P285 Минеральные Воды — Подгорная (Георгиевск) — Зеленокумск — Будённовск — Нефтекумск (Урожайное) — Каспийский (или Кочубей.).
Автотранспортные предприятия города
Общество с ограниченной ответственностью «Георгиевское предприятие автомобильного транспорта и механизации» — ООО «Георгиевское ПАТиМ». В 2008 году предприятию исполнилось 50 лет. Пассажирскими перевозками занимается с 1995 года. Одно из первых предприятий, которое стало обслуживать частных перевозчиков. В настоящее время ликвидировано. Подавляющим большинством пассажирских перевозок в г. Георгиевске в настоящее время занимаются индивидуальные предприниматели.
Есть также автоколонна 1274 (бывшее грузовое АТП), спецАТХ (коммунальщики), муниципальное пассажирское автопредприятие.
Автомобильный и железнодорожный вокзалы
В Георгиевск возможно приехать из Пятигорска, около 80 автобусов и около 150 маршрутных такси в день. Из Мин-Вод (около 15 рейсов в день). Со стороны Будённовска (около 30 рейсов в день), со стороны Прохладного (около 25 рейсов). Также ходят регулярные автобусы в краевой центр — Ставрополь. В самом центре города находится автовокзал — около 150 рейсов междугороднего транспорта и несколько сотен рейсов пригородного в день. Автовокзал расположен в центре Георгиевска — все маршруты общественного автотранспорта ведут к нему. Однако он находится в 2,5 км от ж/д вокзала (памятника архитектуры нач. XX в). Железнодорожная станция Георгиевска является узловой станцией Северо-Кавказской железной дороги.
Городской автотранспорт
Городская транспортная сеть представлена несколькими маршрутами: № 1, № 2, № 6, № 7, № 8, № 9, № 10, № 110, № 111. Некоторые из них имеют конечные станции в ближайших к городу сёлах и станицах, в частности: № 1 в посёлке Новом, № 110 в станице Незлобной, № 111 в станице Краснокумской. Основная часть автомобильного парка представлена автомобилями Газель, а также Газель NEXT.
Пригородные маршруты представлены: № 101 в станицу Александрийскую, № 102 в село Новозаведенное, № 103 в станицу Георгиевскую, № 104 в станицу Урухскую, № 105 в посёлок Шаумянский и другими.
Имеется несколько таксомоторных компаний, в том числе работает сервис Яндекс.Такси.

## Связь
В Георгиевске действуют все три национальных оператора сотовой связи. В городе также сейчас доступны сети поколения 4G для всех трёх операторов связи. С 2016 года доступен ОСС Yota.

## Медицина
- Центральная городская больница
- Центральная поликлиника
- Городская детская поликлиника
- Стоматологическая поликлиника
- Лечебно-диагностический центр
- Станция скорой медицинской помощи
- Кожно-венерологический диспансер
- Противотуберкулёзный диспансер[96]
- Городская курортная бальнеологическая лечебница (на йодо-бромных минеральных водах). Открыта 15 ноября 1981 года как водолечебница[97]. Лечебный фактор — термальные йодо-бромные источники. Ныне она отреставрирована, отремонтирована, предлагает более 50 видов бальнео-физиотерапевтических процедур — от ванн до разнообразных орошений.
- Медицинский лечебно-диагностический центр «ТАИС»

## Религия
Русская Православная Церковь
В июне 2012 года Священный Синод внёс изменения касательно Ставропольской епархии.
В административных границах Александровского, Арзгирского, Благодарненского, Будённовского, Георгиевского, Курского, Левокумского, Нефтекумского, Новоселицкого, Советского и Степновского районов Ставропольского края образована Георгиевская епархия. Епархиальный архиерей Георгиевской епархии имеет титул «Георгиевский и Прасковейский». 13 декабря 2012 года во время божественной литургии при освящении Казанского кафедрального собора в Ставрополе святейшим патриархом Московским и Всея Руси Кириллом была совершена хиротония архимандрита Гедеона (Губки) во епископа Георгиевского и Прасковейского. С 21 ноября 2024 правящим архиереем Георгиевской и Прасковейской епархии является епископ Николай (Пашков).
В пределах Ставропольского края учреждена Ставропольская митрополия, включающая в себя Георгиевскую и Ставропольскую епархии, а также благочиния Пятигорской епархии, расположенные на территории Ставропольского края. Главой Ставропольской митрополии назначен Преосвященный Ставропольский и Невинномысский Кирилл.
- Церковь Святителя Николая в Георгиевской крепости (деревянная). 1780 год[99]
- Церковь Георгия Победоносца, сооружена в 1991—1994 (в настоящее время не действует, является приделом Собора Святого Георгия)
- Собор Святого Георгия, строительство 2001—2017. Открыт в 2017 году, является главным собором Георгиевской епархии[100]

Армянская Апостольская Церковь
- Церковь Сурб Геворг. Освящена в ноябре 2011 года
- Церковь Святых Петра и Павла (арм. Գեորգիևսկի Սուրբ Պողոս-Պետրոս եկեղեցի). Утрачена. Входила в юрисдикцию Астраханской епархиальной консистории ААЦ[101].

Утраченные храмы
- Вознесенский собор. Был взорван богоборческими властями. Первоначально планировалось назвать Храм в честь Иоанна Предтечи, однако после покушения на Александра II в праздник Вознесения было решено назвать его в честь Вознесения[102]
- Покровская кладбищенская Церковь. Привезена из Ставрополя. Была расположена на уничтоженном в 1950-x годах кладбище
- Пантелеимоновский Храм. Построен и освящён в начале XX века. Был закрыт после урагана. Позже разрушен Советской властью
- Пантелеимоновский молитвенный дом. Был построен к концу 1930-x годов. Во время хрущёвских гонений закрыт

## Спорт
- Футбольная команда «Торпедо» — участница первенства Ставропольского края[103].
- Виталий Шабанов — чемпион России по парапланерному спорту 2002, 2005, 2008 годов[104].
- Команда города по мотокроссу — многократный призёр Ставропольского края.
- Волейбольная команда «Газпром-Ставрополь» — выступала в высшей лиге «А» чемпионата России. В 2020 году команда была расформирована.

Спортивная инфраструктура
- Центральный городской стадион «Торпедо». Футбольное поле, легкоатлетические дорожки, трибуна на 500 человек.
- Детско-юношеская спортивная школа.
- Физкультурно-оздоровительный комплекс.

## Люди, связанные с городом
- Вехов Иван Иосифович (1912-1998) - участник Великой Отечественной войны 1941-1945 гг, Герой Советского Союза. Жил и умер в Георгиевске
- В городе были похоронены родители Александра Солженицына. В 1994 году писатель посещал Георгиевск[105].

Почётные граждане города Георгиевска и Георгиевского района
На 23 августа 2024 года:
- Алимирзоев Владимир Алибекович - бывший управляющий трестом «Кавминпромстрой», Заслуженный строитель Российской Федерации
- Бочарников Юрий Алексеевич
- Головко Павел Фёдотович
- Горина Лилия Евгеньевна (2.06.1943) — директор вечерней школы № 3 села Краснокумского, Заслуженный учитель школы РСФСР[83]
- Гридин Дмитрий Алексеевич
- Гринёв Николай Филиппович
- Губанов Виктор Иванович
- Давыдов Иван Степанович
- Долгов Иван Романович
- Ечевский Александр Иванович
- Жуков Владимир Михайлович
- Исаков Михаил Николаевич
- Качанов Михаил Иванович
- Козина Людмила Анатольевна
- Kозырь Иван Логвинович, Герой Социалистического Труда
- Корота Виктор Иосифович
- Красько Михаил Александрович
- Маёров Николай Михайлович
- Михалков Сергей Владимирович
- Михитарьянц Григорий Оганесович
- Мишин Александр Васильевич (1913—1993)- директор Георгиевского арматурного завода им. В. И. Ленина в 1953—1975 гг[90].
- Мурадова Светлана Арутюновна
- Папушоя Сергей Викторович
- Педченко Кирилл Григорьевич
- Скибицкий Сергей Корнеевич (1921—2000) — заведующий хирургическим отделением Георгиевской центральной районной больницы (1962—1994)[107]
- Терер Илья Михайлович
- Усков Василий Михайлович
- Федькин Матвей Иванович
- Феодосиади Евгений Ахиллесович
- Худик Николай Андреевич (1947) — главный врач Георгиевской стоматологической поликлиники, Заслуженный врач РСФСР[91]
- Чернева Вера Фёдоровна
- Щербина Владимир Родионович
- Юрченко Пётр Феодосьевич

## Достопримечательности
- Городская управа
- Гостиница «Лондон»
- Мужское реальное училище. Сейчас средняя школа № 1
- Здание бывшей женской гимназии. 1892—1893 года. Сейчас средняя школа № 3[108]
- Филиал Азово-Донского коммерческого банка. Ныне отделение ЗАГСа.
- Здание Георгиевского общества взаимного кредита. 1912 год. Сейчас Дом детского творчества[109]
- Почта
- Здание железнодорожного вокзала
- Кинотеатр «Ударник» (бывший «Кинематограф»). Начало XX века. Ныне не существует, утрачено[110]
- Солодоварня Лейцингера. Находится в полуразрушенном состоянии
- Особняк Бабанина
- Дом купца Белоусова. 1909—1911 гг[111]
- Особняк Головина
- Особняк Грушевого
- Особняк Дора. Сейчас Историко-краеведческий музей
- Особняк Кальченко, начало XX века
- Особняк Миленкова
- Особняк Дутикова
- Особняк Соболева
- Особняк Тарасенко
- Дом наместника Кавказа, где был подписан Георгиевский трактат о присоединении Грузии к России[112]
- Здание гостиницы «Лувр», в котором в 1918—1919 годах находился штаб реввоенсовета 11 Северо-Кавказской армии. Начало XX века[113]
- Жилой дом. 1908 год[114]
- Народный дом[115]
- Здание, где размещался первый УКОМ комсомола[116]
- Здание реального училища, где был сформирован первый георгиевский революционный отряд[117]
- Сафонова дача, XIX век, находится в 3 км к востоку от Георгиевска.

## Памятники
- Стела в честь 200-летия подписания Георгиевского трактата. На Стеле высечены две памятные надписи. С лицевой стороны: «Памятник этот посвящается 200-летию трактата дружбы между народами Грузии и России. Другу верный друг поможет, не страшит его беда, сердце он отдаст за сердце, а любовь — в пути звезда». С тыльной стороны: «Здесь в Георгиевске послами грузинского царя Ираклия Второго и всероссийской императрицы Екатерины Второй в 1783 году подписан трактат дружбы. Справедливый сказ навечно высечен на камне так: кто себе друзей не ищет, самому себе он враг».
- Памятник в честь награждения Георгиевска орденом Дружбы народов. Расположен в сквере начала улицы Калинина.
- Мемориальный комплекс «Вечный огонь». Расположен в сквере на ул. Октябрьской. Состоит из памятника погибшим в годы Великой Отечественной войне «Огонь Вечной Славы» (1974 г.), памятника погибшим красноармейцам в годы Гражданской войны (1922 г.) и братских могил мирных жителей, погибших в годы Гражданской и Великой Отечественной войны[118][119][120].
- Памятник и Вечный огонь на месте братской могилы воинов советской армии, погибших в период Великой Отечественной войны. 1949 год. Расположен на площади у ж/д станции Георгиевск.[121]
- Монумент на месте братской могилы 10 тысяч красноармейцев погибших в годы Гражданской войны. 1988 год. Расположен в сквере у кинотеатра «Берёзка». Представляет собой композицию из крестьянина и красноармейца, устремлённых вперёд.
- Памятник комсомольцам. Находится у входа в центральный парк культуры и отдыха. На небольшом монументе, сделанном из серого камня, располагаются три скульптуры комсомольцев и знамя. Был установлен в середине XX века на улице Калинина, позже был перенесён в связи с установкой на этом месте другого памятника.
- Памятник В. И. Ленину, расположен перед зданием городской администрации. Был создан по проекту местного скульптора Н. А. Щербакова и архитектора Л. Б. Распутова в 1980 году. Скульптура Ленина полностью выполнена из бронзы, высота 5,15 м. Постамент монумента сделан из красного гранита. Его высота 3,2 м.
- Монумент в честь Георгия Победоносца. Представляет собой конную фигуру с всадником пронзающим змея. Открыт в 2017 году на центральной площади города.
- Памятник пограничникам всех времён. Открыт в 2019 году у входа в центральный парк культуры и отдыха.
- Памятник Лермонтову. Открыт в 2020 году на аллее имени поэта.
- Памятник Александру Гавриловичу Головину, городскому главе Георгиевска в 1896—1904 годах. Установлен в одноимённом сквере.
- Памятник горожанину. Установлен на центральной площади, в память жителей, отстраивавших город.
- Бюст генерала Маргелову.
- Мемориал «Оружие Победы» в городском парке культуры и отдыха. Открыт 8 мая  2002 года[6]
- Памятник в память о Вознесенском Соборе[122]

## Города-побратимы
| Страна   | Город  |
| Грузия   | Гори   |
| Болгария | Батак  |
| Россия   | Алушта |